# A Modern Othello
A Modern Othello è un cortometraggio muto del 1914 diretto da Harry A. Pollard che ne anche interprete insieme alla moglie, l'attrice Margarita Fischer. Nel cast, anche Marty Martin, Harry Wulze, Kathie Fischer, Mary Scott.

## Trama
Mason è talmente geloso della moglie che spia lei, la bambina e il suo cane. Mentre si trovano per le vacanze al lago, un'amica della moglie, la signorina James, ha un incidente mentre sta facendo una passeggiata a cavallo. Lo sparo di un cacciatore spaventa il cavallo che fugge via, lasciandola appiedata. La ragazza deve così tornare a casa con gli abiti da equitazione, giacca e pantaloni. Derisa dagli uomini che incrocia, quando vede la signora Mason le chiede aiuto. Questa la invita ad andare a cambiarsi a casa sua me, per farlo, devono attraversare il lago in barca. Mason, risvegliatosi da un pisolino, vede quello che crede un giovanotto in barca con sua moglie e si mette a inseguirli dalla riva, pazzo di gelosia.

Arrivato a casa, si precipita nel boudoir dalla moglie mentre la signorina James, che si sta cambiando, si nasconde nell'armadio. Mason, con in mano un revolver, pretende che il giovanotto che ha visto in camera sbirciando dal buco della serratura venga fuori. La sorpresa per lui sarà grande quando dall'armadio spunta, invece del supposto amante, una bella ragazza.

## Produzione
Il film fu prodotto dall'American Film Manufacturing Company.

## Distribuzione
Distribuito dalla Mutual, il film - un cortometraggio in una bobina - uscì nelle sale cinematografiche statunitensi il 1º settembre 1914. Nello stesso anno, il 19 novembre, il film fu distribuito anche nel Regno Unito.